# Список монархів Таїланду
На території нинішнього Таїланду виникали декілька держав. Одна з найдавніших — Сукхотаі, заснована в 1238 р. Потім Сукхотаі об'єднується з Сіамом (1350), отримує назву Аютія, а пізніше за країною закріплюється назва Сіам.

## Список королів Аютаії
- Раматхибоди I, 1350—1369
- Рамесуан, 1369—1370
- Бороморача I, 1370—1388
- Тонг Лан, 1388
- Рамесуан, 1388—1395
- Рамарачатхірат, 1395—1409
- Інтарача I, 1409—1424
- Боромморачатхірат II, 1424—1448
- Боромотрайлоканат, 1448—1488
- Бороморача III, 1488—1491
- Раматхибоди II, 1491—1529
- Бороморача IV, 1529—1533
- Ратсада, 1533—1534
- Чайрача, 1534—1547
- Йот Фа, 1547—1548
- Кхун Воравонгса, 1548
- Маха Чакрапат, 1548—1564
- Махін, 1564—1569
- Маха Таммарача, 1569—1590
- Наресуан, 1590—1605
- Экатотсарот, 1605—1611
- Саовапак, 1611
- Сонг Там, 1611—1628
- Четта, 1628—1629
- Атитьявонг, 1629
- Прасат Тонг, 1629—1656
- Чай (король), 1656
- Сутаммарача, 1656
- Нарай, 1656—1688
- Пра Петрача, 1688—1703
- Сиа, 1703—1709
- Тай Са, 1709—1733
- Боромакот, 1733—1758
- Утумпон, 1758
- Еккатхат, 1758—1767

## Список королів королівства Тонбурі
- Таксин, 1767—1782

## Список королів Сіаму та Таїланду
- Пра Рхуттхайотфа Чулалок (Рама I), 1782—1802
- Рама II, 1809—1824
- Рама III Нанг Клат, 1824—1851
- Рама IV Монг Кулот, 1851—1868
- Рама V Чулалонгкорн, 1868—1910
- Рама VI Вачиравуд, 1910—1925
- Рама VII Прачатіпок, 1925—1935
- Рама VIII Ананд Махідол, 1935—1946
- Рама IX Пуміпон Адульядет, 1946—2016[1]
- Маха Вачхіралонгкон - з 13.10.2016